# خانه زنیان
خانه زنیان شهری در بخش ارژن شیراز در استان فارس ایران است. فاصله خانه زنیان تا کلانشهر شیراز ۳۰ کیلومتر میباشد.

## جمعیت
جمعیت این شهر بر پایه سرشماری سال ۱۳۹۵ برابر با ۴٬۰۲۷ تن (۱۱۳۹ خانوار) است.